# Freddy vs. Jason vs. Ash: The Nightmare Warriors
Freddy vs. Jason vs. Ash: The Nightmare Warriors è il seguito a fumetti di Freddy vs. Jason vs. Ash e la conclusione dell'arco narrativo di Freddy vs. Jason, che culmina con uno scontro tra Freddy Krueger e Jason Voorhees contro Ash Williams e i vari sopravvissuti ai film di Venerdì 13 e Nightmare.

## Trama

### Volume 1
Il giorno dopo il grande scontro tra Freddy Krueger, Jason Voorhees e Ash Williams avvenuto a Crystal Lake, che ha visto quest'ultimo vincitore dopo aver affondato Jason sul fondo del lago ghiacciato e bandito Freddy nel Mondo dei Posseduti, una schiera di scienziati e soldati, guidati dal Dr. Gordon Russell, recuperano il Necronomicon Ex-Mortis, rimasto congelato sulla superficie del lago, per conto del "Project Black Book". Recuperato il libro, Russell dà ordine di recuperare anche il cadavere di Jason e si dilegua, ma questi riemerge dal lago e massacra quelli rimasti indietro, per poi dirigersi, su ordine dello spirito della madre, a vendicarsi di Ash.
Sei mesi dopo, nel Luglio 2007, Ash vive una vita tranquilla con Carrie, la ragazza sopravvissuta allo scontro tra i mostri. Alla sua porta bussa la Dottoressa Maggie Burroughs che, assieme al Dr. Neil Gordon, ha messo su un gruppo di "sopravvissuti anonimi" composto da vittime e superstiti di mostri come Jason e Freddy, al quale Ash viene invitato, ma egli rifiuta. Mentre Ash si assenta a fare la spesa, Jason irrompe in casa sua e uccide Carrie, facendo ricadere su di lui la colpa dell'omicidio.

### Volume 2
Ash fugge alla polizia e, sospettoso di Meggie, decide di raggiungere il gruppo al quale è stato invitato, ignaro di essere inseguito da Jason e dal guidatore di una jeep rinforzata. Al Pentagono, intanto, gli scienziati di Black Book usano il Necronomicon per fargli risputare dal loro mondo i Posseduti, controllarli e renderli un esercito infermabile. Il primo ad uscire è un nudo e umano Freddy, apparentemente privo dei suoi poteri.
Ash raggiunge il gruppo a casa di Maggie e Neil, a Washington, e fa la conoscenza degli altri membri: Tina Sheppard, Rennie Wickham, Alice Johnson, suo figlio Jacob e Stephanie Freeman, accompagnata dal padre Stephen. Quest'ultimo è il primo a morire, quando Jason irrompe in casa e Stephen rimane pietrificato nel vedere Jason quando lui stesso lo vide venire trascinato all'Inferno. Anche il guidatore della jeep irrompe in casa, ma investe in pieno Jason e intima gli altri a salire e sgomma, lasciando alle forze armate l'assassino. Il guidatore si presenta: è Tommy Jarvis, giunto a uccidere Jason una volta per tutte.

### Volume 3
Mentre le forze armate stendono e immobilizzano Jason, per poi portarlo al Pentagono, i "sopravvissuti" si rifugiano in un hotel e ognuno di loro spiega come è collegato a Jason e Freddy: Tommy ha affrontato Jason ben due volte e la prima volta, a dieci anni, l'ha ucciso ma nel tentativo di bruciare il suo cadavere lo ha accidentalmente resuscitato in un vero e proprio zombie; Rennie, tramite l'empatia, è scappata a Jason per le fogne di Manhattan; Neil ha lavorato con un gruppo di ragazzini speciali e, mentre loro massacravano Freddy nei sogni, lui ha bruciato i resti di Freddy nel mondo reale e ora vive con la loro morte sulla coscienza; Alice conosceva una dei ragazzi di Neil, la quale le passò il suo potere di signora dei sogni per battere Freddy, ma poi questi tentò di reincarnarsi nel nascituro di Alice, Jacob; Stephanie è la pronipote di Jason, motivo per cui egli gli diede a lei e a sua madre la caccia per potersi reincarnare in un nuovo corpo dopo la distruzione di quello originale, ed è tutt'oggi tormentata per essere consanguinea di quel mostro; Tina ha il potere della psicocinesi e liberò Jason dal lago quando tentò di recuperare il corpo del padre; Maggie, come Neil, lavorò con dei ragazzi speciali per uccidere Freddy, anch'essi uccisi nell'intento; e Ash ha affrontato entrambi i mostri mezzo anno fa, durante la sua caccia al Necronomicon, che non ha fatto altro che rovinargli la vita. Maggie suggerisce a tutti di unire le loro forze e usarle per sconfiggere un'altra volta quei due mostri una volta per tutte, ma Tommy intende farlo da solo e se ne va.
Al Pentagono, Jason viene messo assieme agli altri Posseduti, rinchiusi in delle celle. Nella sua, all'insaputa delle guardie, il Freddy Kruger non-umano lo visita e gli spiega che, nei sei mesi rimasto intrappolato nella dimensione dei Posseduti, ha ottenuto sufficiente potere da essere praticamente fuso allo stesso Necronomicon e ora sta ingannando le guardie fingendo di essere flebile e privo di poteri. Inoltre, gli dice che ora mira a terrorizzare tutto il mondo e che è disposto a farlo generale dell'armata dei Posseduti. Jason tenta di ucciderlo, ma quando Freddy gli dice che dovranno affrontare coloro che sono sfuggiti ai loro massacri, inclusi Ash e Tommy, Jason accetta la proposta, ottenendo un nuovo e migliorato corpo (e maschera).
I sopravvissuti si dirigono al pentagono per parlare della situazione con il padre di Maggie, che dice essere Russell. Russell acconsente, ma permette solo a Maggie, Rennie e Neil di parlare con Kruger nella sala interrogatori. Come i quattro entrano nella sala interrogatori, Freddy rivela di avere ancora i suoi poteri nonché quelli del Necronomicon. Russell tira fuori il guanto di Krueger, intimandogli di smetterla, ma il dottore viene ucciso, ma non Freddy, ma da Maggie, la quale rivela che ha mentito sia sul suo nome che sull'identità di suo padre: ella sia chiama Kathryn Krueger e, nonostante gli spiacevoli dissapori avuti con Freddy, è ora dalla sua parte.
Neil viene ferito e Rennie viene uccisa. Gli altri comprendono che c'è qualcosa che non va e corrono a salvare i loro amici, solo per essere bloccati dall'esercito di Posseduti, comandati da Jason.

### Volume 4
Ash, Tina e Alice riescono a recuperare il Necronomicon e a fuggire ai mostri di Freddy. Intanto, Jason e i Posseduti escono all'esterno e seminano il panico e la morte per le strade di Washington. Tommy tenta di assassinare Jason, ma viene catturato. Intanto, neanche Jacob e Stephanie, rimasti al motel, se la passano bene quando Freddy prende la pelle della ragazza e la usa per torturare il ragazzo. Ash, Tina e Alice giungono in tempo e scacciano Freddy, ma questi si porta con sé Jacob. Stephanie, intanto, è ancora viva e la pelle le viene rimessa a posto.
Come se non bastasse, pure il Campidoglio viene attaccato e Freddy prende possesso della Stanza ovale, dove tiene prigionieri Tommy e Jacob, e dà ordine a tutta la popolazione che è inutile combattere. Furiosi, Ash, Stephanie, Tina e Alice corrono a prendere delle armi e si precipitano al Campidoglio, pronti a salvare i loro amici e il mondo.

### Volume 5
Mentre pianificano un attacco, Stephanie si fa prendere dal panico e abbandona la battaglia, mentre l'aviazione e l'esercito giunge ad attaccare i Posseduti, garantendo ai tre Sopravvissuti una distrazione. Stephanie, intanto, crolla ai piedi di una chiesa e viene accolta dentro dal prete, ma si rivela essere Freddy e il crocefisso dietro l'altare si scopre essere Jason. I due la prendono e Freddy pare corrompergli il cuore affinché accetti di essere una Voorhees, ottenendo così una nuova alleata.
Alla stanza ovale, Freddy si appresta a torturare Tommy, ma Jason interviene, facendo capire di essere l'unico con il permesso di toccarlo. Furioso, Freddy dà ordine alla figlia di sbarazzarsi di Jason, ma nel mezzo della loro lotta, un carro armato viene lanciato da Tina nella stanza, schiacciando Jason e Kathryn. Dentro il carro armato vi è Ash, che spara a Freddy con il cannone, scagliandolo fuori dal palazzo. Mentre Tina e Ash liberano Jacob e Tommy, Alice tiene Freddy a portata di pistola, ma questi la convince ad abbassare l'arma e la uccide. Prima di spirare, Alice passa i suoi poteri a Jacob che, furibondo, evoca le anime dei guerrieri del sogno e di Amanda Krueger.

### Volume 6
Con il potere di Amanda, i guerrieri del sogno fanno strage dei Posseduti, ma Kruger ferisce Jacob, facendogli perdere il collegamento con la suora. Jason, intanto, riemerge da sotto il carro armato e Tommy corre a sfidarlo, spaccandogli la maschera con un sasso e rivelando il suo volto, finalmente normale e caratterizzato da lunghi capelli e dell'uso della parola. Tina corre ad assistere Jacob, mentre Jason assorbe le anime dei guerrieri del sogno prima che possano tornare all'aldilà. Neil, intanto, finalmente raggiunge gli altri, rimasto a leccarsi le ferite tutto il tempo, e Ash gli affida il Necronomicon chiedendogli di aprire il portale del mondo dei Posseduti, mentre lui terrà distratto il killer. Neil si ritrova in difficoltà, non sapendo leggere le scritte nel libro, almeno finché non viene raggiunto dall'anima una persona di cui nessuno si era accorto che era stata evocata: Nancy Thompson.
Stephanie finalmente giunge sul campo di battaglia, ma non punta ai Sopravvissuti, bensì a Jason. Approfittando nel momento, Tommy prende il machete di Jason e lo decapita: Jason è morto. Ma forse non è stata una buona idea: con il bestione morto, Freddy gli assorbe l'anima e diventa ancora più potente. Nancy e Neil, intanto, riescono finalmente a decifrare il passaggio e il portale viene aperto. Freddy ride: è talmente forte che il portale non riesce neanche a risucchiarlo, ma nel portale viene inghiottito l'assistente del Dr. Russell, l'agente Carter. Freddy si autoproclama il "Dio dei Sogni", ma questa sfrontatezza gli si rivela fatale: i Demoni dei Sogni, gli stessi che hanno donato a Freddy i suoi poteri, sono disgustati che Freddy si paragoni a loro e lo spogliano dei suoi poteri, riportandolo ad un semplice, nudo e banale uomo. Ash gli si avvicina, gli spara e il corpo di Freddy casca nel portale: Freddy è morto, è stavolta per sempre.
Nancy ha finito il suo compito e saluta un'ultima volta Neil, Jacob e Stephanie sono portati all'ospedale, ma sono ancora vivi, il Necronomicon è ora nelle mani di Ash. Ash passa a Tommy il comando di leader dei sopravvissuti, soprannominandoli "Guerrieri dell'incubo", mentre lui decide di trasferirsi in un luogo più tranquillo, magari in Texas. Mentre Ash lascia lo stato, la voce di Pamela ricorda a Jason che non può morire grazie alla sua benedizione e infatti, il corpo di Jason è sparito in cerca di una nuova maschera e ancora braccato dal governo.
Carter, come è successo ad Ash, entrando nel portale è finito non nel mondo dei Posseduti, ma nel passato, precisamente a Springwood nel 1964, in una stazione di polizia dove gli agenti hanno appena ottenuto il mandato d'arresto per Freddy. Carter però ha un'illuminazione: Freddy fu rilasciato, quel tremendo giorno, proprio perché il giudice scordò di firmare il mandato e decide di porci rimedio, firmandolo e assicurandosi così che Freddy non venga mai in possesso dei suoi poteri.